# 加文·孟席斯
加文·孟席斯（Gavin Menzies，出生名：Rowan Gavin Paton Menzies，1937年8月14日—2020年4月12日）是一位英國退役海軍軍人、业余作家，曾任英國皇家海軍潜水艇舰长。
加文·孟席斯是《1421：中国发现世界》一書的作者，在書中他舉出許多古老地圖來支持他的論點，他認為中國的鄭和船队在1421年時即航行到過美洲，早於哥倫布70年，到過澳大利亚，比詹姆斯·库克早三百年。

## 著作
- 1421: The Year China Discovered the World ISBN 0-06-053763-9
- 《1421：中國發現世界》（繁體版），鮑家慶譯，台北：遠流出版社（2003）ISBN 957-32-5071-3
- 《1421：中国发现世界》（简体版），师研群译，北京：京华出版社（2005）ISBN 7-80724-051-2
- 1434: The Year a Magnificent Chinese Fleet Sailed to Italy and Ignited the Renaissance ISBN 0-06-149217-5
- 《1434: 中國點燃義大利文藝復興之火?》（繁體版），洪山高譯，台北：遠流出版社（2011）ISBN 957-32-6785-3
- The lost empire of atlantis history's greatest mystery revealed亞特蘭蒂斯失落的帝國：歷史上最偉大的謎底揭曉 ISBN 0-06-204949-6
- 《誰發現了美洲? 美洲人起源未被傳述的歷史 Who Discovered America?: The Untold Story of the Peopling of the Americas》（繁體版），洪山高譯，台北：遠流出版社(2013)）ISBN 957-32-7571-6